# Cornelis Ploos van Amstel
Cornelis Ploos van Amstel (Weesp, 1726 - Amsterdam, 1798) est un peintre et collectionneur d'art néerlandais.

## Biographie
Cornelis Ploos van Amstel est né le 4 janvier 1726 à Weesp, dans les Provinces-Unies.
Il a été formé à la peinture par Norbert van Bloemen (en) et Jacobus Buys et au dessin par G. Warrenberg et J. Cootwijck. Il devient un membre de la société d'artistes d'Amsterdam Arte et Amicitia (De Kunstkrans).
Ploos van Amstel est principalement connu comme collectionneur et copiste des artistes du XVIIe siècle — dont Rembrandt —, mais a également été peintre, aquarelliste, graveur, dessinateur et éditeur.
Il s'est marié avec Elisabeth Troost, fille de Cornelis Troost. Après la mort de celle-ci, Ploos van Amstel se remarie avec Margaretha Soumans.
Il a eu plusieurs élèves, dont le prince Guillaume V d'Orange-Nassau, Christina Chalon, Elisabeth van Woensel et Hermanus Petrus Schouten.
Selon Abraham Jacob van der Aa, il tient un cabinet d'art où il conserve 5 000 dessins, dont plusieurs de Rembrandt. En 1800, sa collection est mise aux enchères (sauf les Rembrandts, mis aux enchères plus tard) pour la très grande somme pour l'époque de 109 406 florins.

## Œuvre

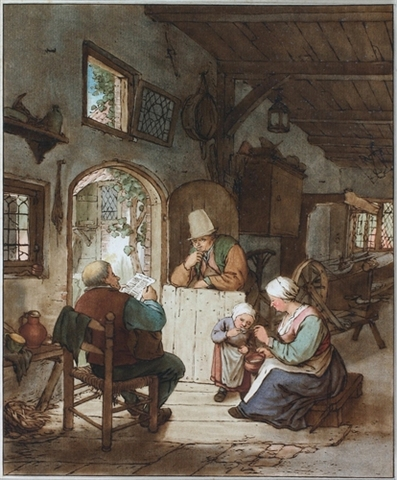
Eau-forte colorée au crayon, d'après Adriaen van Ostade, ca. 1765-1782, collection Teylers Museum.

Mécène, il s'implique dans la vie artistique de son époque et est un professeur et écrivain didactique. Après avoir assisté à des conférences à l'Athenaeum Illustre, il écrit les rapports des conférences de Petrus Camper sur les Facial Angles (en). Il illustre, avec Reinier Vinkeles, Jacobus Houbraken, Jan de Beijer et Caspar Jacobsz Philips (en), le nouvel atlas d'Amsterdam,. Jacobus van der Schley et Ploos van Amstel réalisent le catalogue des œuvres d'art de l'hôtel de ville d'Amsterdam, avec de petits textes biographiques sur les artistes représentés,.